# Дуб Фролкіна
Дуб Фролкіна — ботанічна пам'ятка природи місцевого значення, розташована по вулиці Авіаконструктора Антонова, 2 / 32, корпус 3  в Солом'янському районі м. Києва. Є одним з небагатьох уцілілих дубів Шулявського (Кадетського) гаю. 
Заповіданий у грудні 2010 року (рішення Київради від 23.12.2010 № 415/5227).
Дуб названий на честь киянина Андрія Фролкіна, який в 2009 році дав гроші на лікування дерева.

## Опис
Дерево являє собою дуб черещатий віком 300 років. Висота дерева 25 м, на висоті 1,3 м дерево має в охопленні 4,3 м.
Поряд ростуть іще два вікових дуба, проте вони не заповідані.

## Галерея

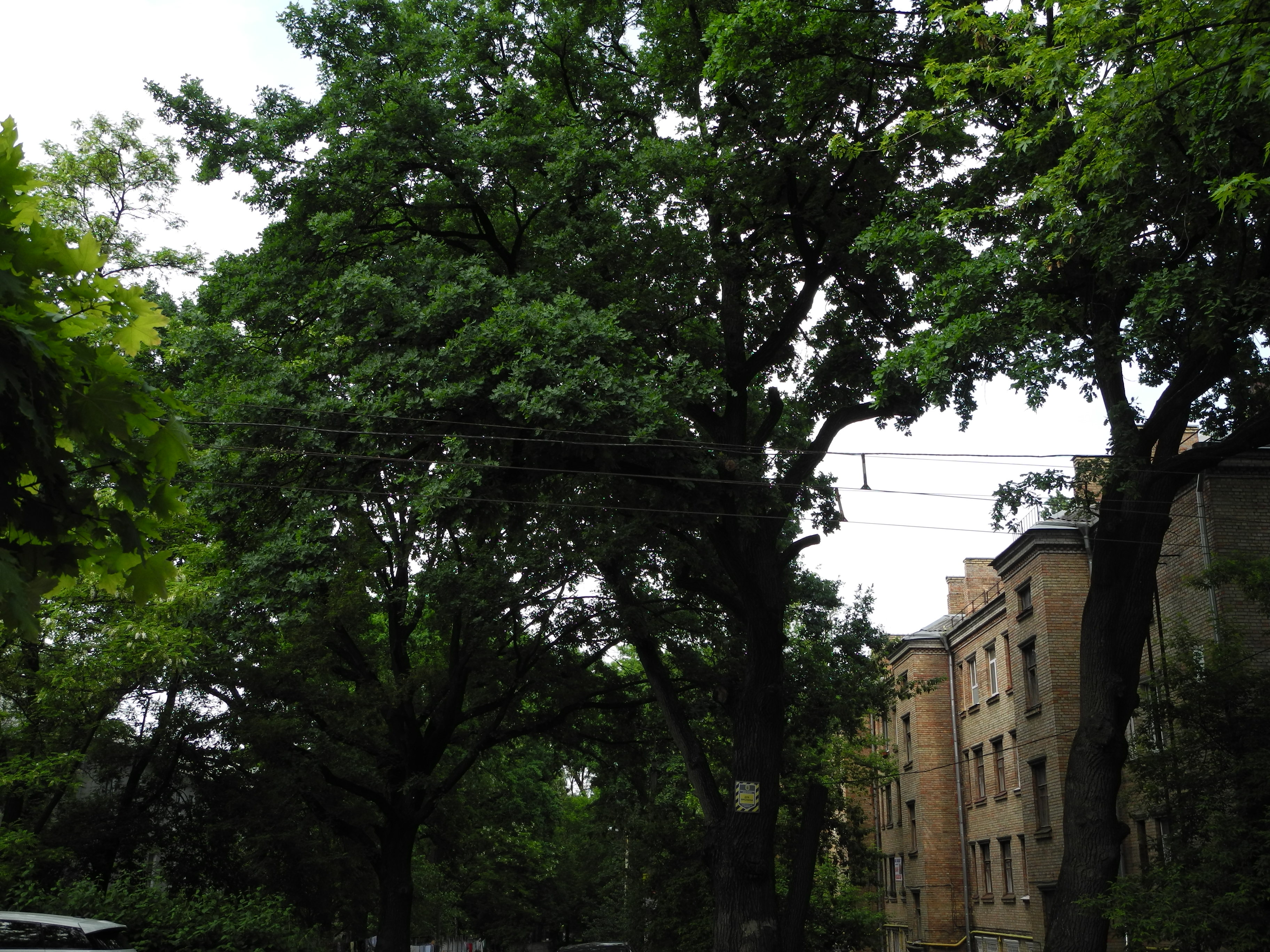
Дуб Фролкіна 23 травня 2014 року
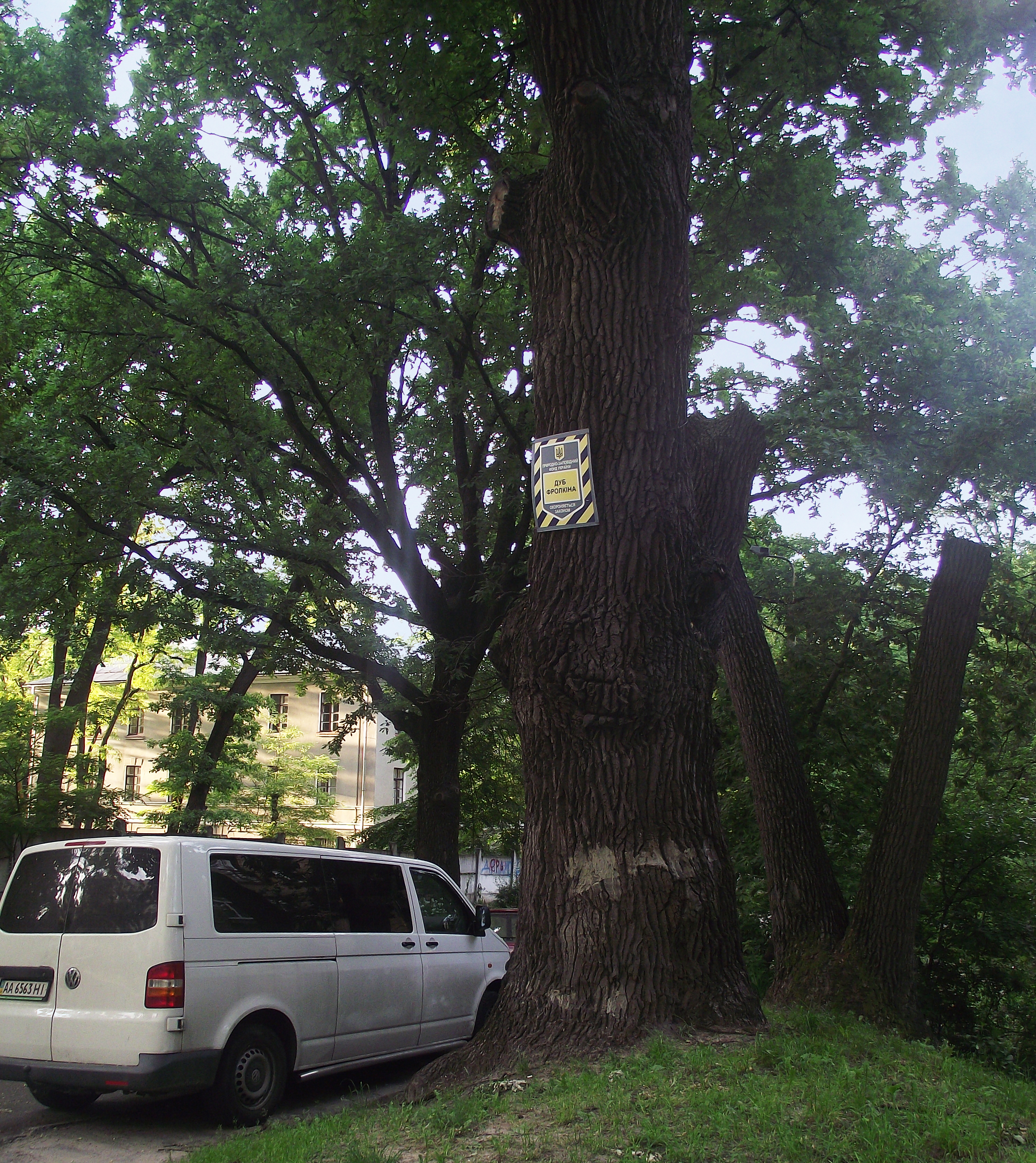
Дуб Дуб Фролкіна 28 травня 2014 року
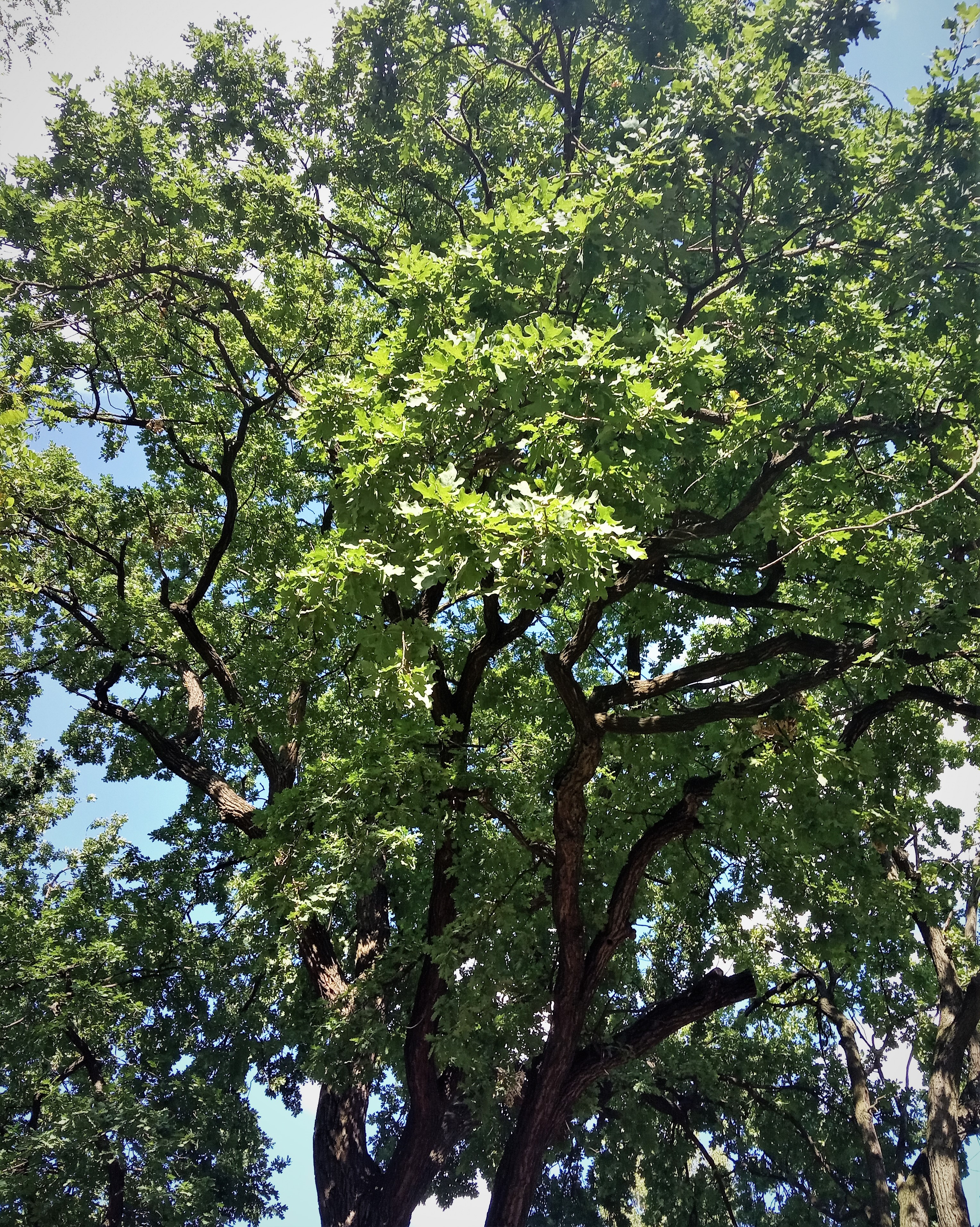
Дуб Фролкіна 31 липня 2020 року
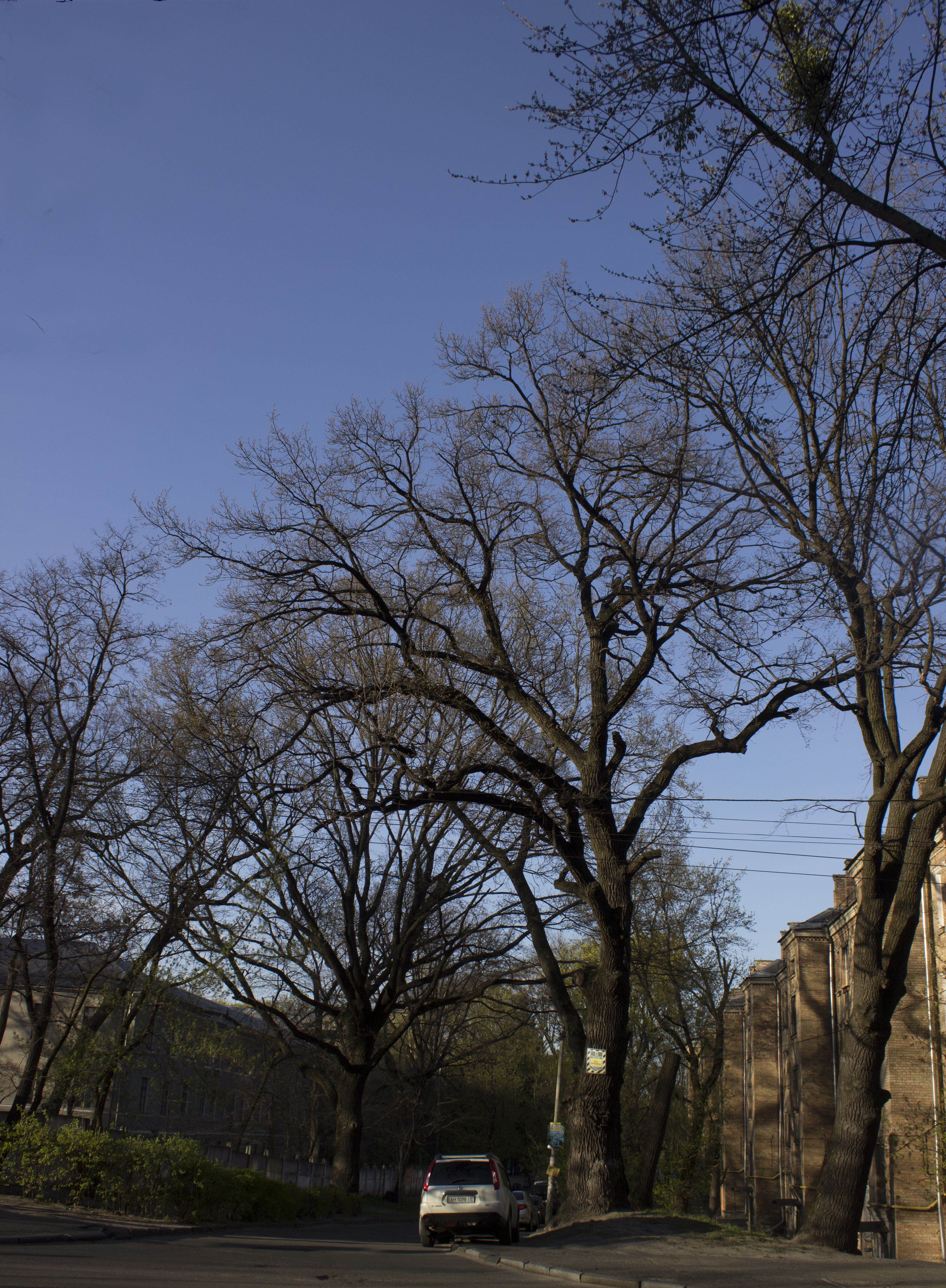
Дуб Фролкіна 4 листопада 2017 року